# Weissov parameter
Weissov parameter je relativna velikost odseka, ki ga kristalna ploskev odseka na kristalografski osi.  Weissove parametre kristalne ploskve se izračuna tako, da se absolutne vrednosti odsekov na kristalografskih oseh deli z vrednostmi enot za  posamezne osi. Parametri vseh treh osi se nato delijo z najmanjšim parametrom.
Ime so dobili po nemškem kristalografu in mineralogu Christianu Samuelu Weissu.

## Primeri
V ne-heksagonalnih kristalih kristalne ploskve sekajo kristalografske osi na tri možne načine:

### Kristalna ploskev seka samo eno kristalografsko os
Temnejša kristalna ploskev na zgornji sliki seka os c, ne seka pa osi a inb. Če predpostavimo, da je odsek na osi c dolg eno enoto osi, so Weissovi parametri ploskve enaki ∞a, ∞b, 1c.

### Kristalna ploskev seka dve kristalografski osi
Temnejša kristalna ploskev na zgornji sliki seka osi a in  b, ne seka pa osi c.  Če sta odseka na oseh a in b  dolga po eno enoto, so Weissovi parametri ploskve enaki 1a, 1b,∞c. 

### Kristalna ploskev seka vse tri kristalografske osi
Temna ploskev na zgornji sliki seka vse tri kristalografske osi. Če so odseki na oseh dolgi po eno enoto, so parametri ploskve enaki 1a, 1b,1c.
Za presečišča ploskev veljata pomembni pravili:
- presečišča oziroma parametri imajo relativne vrednosti in ne predstavljajo aktualnih dolžin odsekov,
- ker so vrednosti relativne, se lahko ploskev premakne vzporedno s samo seboj ne da bi se pri tem spremenila njena relativna presečišča oziroma parametri.

Dimenzije osnovne celice so običajno neznane, zato je težko reči, kakšno vrednost ima presečišče, dokler se enemu od presečišč ne predpiše vrednosti 1. Največja kristalna ploskev, ki seka vse tri kristalografske osi, ima zato po dogovoru parametre 1a, 1b in 1c in se imenuje enotna ploskev.  

### Ortorombski kristal
Na ortorombskem kristalu na zgornji sliki je enotna ploskev zasenčena ploskev, ki seka vse tri osi.

Ko je določena enotna ploskev, se lahko enostavno določijo tudi parametri manjše ploskve. Njene vrednosti so 2a, 2b,2/3c. Po deljenju s skupnim faktorjem 2 dobijo parametri vrednosti  1a, 1b,1/3c. Iz tega je ponovno razvidno, da premik ploskve vzporedno s samo seboj ne spremeni relativnih presečišč. Glede na to, da so odseki oziroma parametri relativni, ne predstavljajo aktualnih dolžin odsekov na kristalografskih oseh.

## Zaključek
S tako definiranimi presečišči oziroma Weissovimi parametri se lahko enoznačno opiše vsako kristalno ploskev. Zapis je precej okoren, zato so kristalografi razvili drug način identificiranja oziroma označevanja ploskev z Millerjevimi indeksi. 
Sodobni kristalografi lahko z rentgensko difrakcijo določijo absolutno velikost osnovne celice kristala iz nje pa tudi absolutne velikosti kristalografskih osi. Kamena strela na primer tvori heksagonalen kristale z dimenzijami 
a1 = a2 = a3 = 4,913Å
c = 5,405Å

## Vir
- Stephen A. Nelson: Mineralogy, Tulane University, ZDA (2009) http://www.tulane.edu/~sanelson/eens211/index.html